# 1.ª etapa del Giro de Italia 2025
La 1.ª etapa del Giro de Italia 2025 tuvo lugar el 9 de mayo de 2025 y consistió en una etapa en ruta de perfil escarpado con inicio y final en las ciudades albanesas de Durrës y Tirana, respectivamente, sobre un recorrido de 160 km. El vencedor fue el danés Mads Pedersen del equipo Lidl-Trek, siendo además el primer líder de la prueba.

## Clasificación de la etapa[2]
| Durrës - Tirana | etapa escarpada | (160 km) |

| \| Clasificación de la etapa \| Clasificación de la etapa \| Clasificación de la etapa \| Clasificación de la etapa \| Clasificación de la etapa \| \| Ciclista \| Ciclista \| Equipo \| Tiempo \| \| \| ------------------------- \| ------------------------- \| -------------------------- \| ------------------------- \| ------------------------- \| \| 1.º \| Mads Pedersen \| Lidl-Trek \| 3 h 36 min 24 s \| \| \| 2.º \| Wout van Aert \| Team Visma \\| Lease a Bike \| + 0 s \| \| \| 3.º \| Orluis Aular \| Movistar Team \| + 0 s \| \| \| 4.º \| Francesco Busatto \| Intermarché-Wanty \| + 0 s \| \| \| 5.º \| Thomas Pidcock \| Q36.5 Pro Cycling Team \| + 0 s \| \| \| 6.º \| Diego Ulissi \| XDS Astana Team \| + 0 s \| \| \| 7.º \| Richard Carapaz \| EF Education-EasyPost \| + 0 s \| \| \| 8.º \| Max Poole \| Team Picnic-PostNL \| + 0 s \| \| \| 9.º \| Nicola Conci \| XDS Astana Team \| + 0 s \| \| \| 10.º \| Davide Piganzoli \| Team Polti VisitMalta \| + 0 s \| \| |                   |                            |                 |
| |                   |                            |                 |
| Fuente: ProCyclingStats |                   |                            |                 |
| Clasificación de la etapa |                   |                            |                 |
| Ciclista | Ciclista          | Equipo                     | Tiempo          |
| 1.º | Mads Pedersen     | Lidl-Trek                  | 3 h 36 min 24 s |
| 2.º | Wout van Aert     | Team Visma \| Lease a Bike | + 0 s           |
| 3.º | Orluis Aular      | Movistar Team              | + 0 s           |
| 4.º | Francesco Busatto | Intermarché-Wanty          | + 0 s           |
| 5.º | Thomas Pidcock    | Q36.5 Pro Cycling Team     | + 0 s           |
| 6.º | Diego Ulissi      | XDS Astana Team            | + 0 s           |
| 7.º | Richard Carapaz   | EF Education-EasyPost      | + 0 s           |
| 8.º | Max Poole         | Team Picnic-PostNL         | + 0 s           |
| 9.º | Nicola Conci      | XDS Astana Team            | + 0 s           |
| 10.º | Davide Piganzoli  | Team Polti VisitMalta      | + 0 s           |

## Clasificaciones al final de la etapa

### Clasificación general(Maglia Rosa)[3]
| \| Clasificación general \| Clasificación general \| Clasificación general \| Clasificación general \| Clasificación general \| \| Ciclista \| Ciclista \| Equipo \| Tiempo \| \| \| --------------------- \| --------------------- \| -------------------------- \| --------------------- \| --------------------- \| \| 1.º \| Mads Pedersen \| Lidl-Trek \| 3 h 36 min 14 s \| \| \| 2.º \| Wout van Aert \| Team Visma \\| Lease a Bike \| + 4 s \| \| \| 3.º \| Orluis Aular \| Movistar Team \| + 6 s \| \| \| 4.º \| Francesco Busatto \| Intermarché-Wanty \| + 10 s \| \| \| 5.º \| Thomas Pidcock \| Q36.5 Pro Cycling Team \| + 10 s \| \| \| 6.º \| Diego Ulissi \| XDS Astana Team \| + 10 s \| \| \| 7.º \| Richard Carapaz \| EF Education-EasyPost \| + 10 s \| \| \| 8.º \| Max Poole \| Team Picnic-PostNL \| + 10 s \| \| \| 9.º \| Nicola Conci \| XDS Astana Team \| + 10 s \| \| \| 10.º \| Davide Piganzoli \| Team Polti VisitMalta \| + 10 s \| \| |                   |                            |                 |
| |                   |                            |                 |
| Fuente: ProCyclingStats |                   |                            |                 |
| Clasificación general |                   |                            |                 |
| Ciclista | Ciclista          | Equipo                     | Tiempo          |
| 1.º | Mads Pedersen     | Lidl-Trek                  | 3 h 36 min 14 s |
| 2.º | Wout van Aert     | Team Visma \| Lease a Bike | + 4 s           |
| 3.º | Orluis Aular      | Movistar Team              | + 6 s           |
| 4.º | Francesco Busatto | Intermarché-Wanty          | + 10 s          |
| 5.º | Thomas Pidcock    | Q36.5 Pro Cycling Team     | + 10 s          |
| 6.º | Diego Ulissi      | XDS Astana Team            | + 10 s          |
| 7.º | Richard Carapaz   | EF Education-EasyPost      | + 10 s          |
| 8.º | Max Poole         | Team Picnic-PostNL         | + 10 s          |
| 9.º | Nicola Conci      | XDS Astana Team            | + 10 s          |
| 10.º | Davide Piganzoli  | Team Polti VisitMalta      | + 10 s          |

### Clasificación por puntos(Maglia Ciclamino)[4]
| Clasificación por puntos | Clasificación por puntos | Clasificación por puntos      | Clasificación por puntos | Clasificación por puntos |
| Ciclista                 | Ciclista                 | Equipo                        | Puntos                   |                          |
| ------------------------ | ------------------------ | ----------------------------- | ------------------------ | ------------------------ |
| 1.º                      | Mads Pedersen            | Lidl-Trek                     | 25 pts                   |                          |
| 2.º                      | Wout van Aert            | Team Visma \| Lease a Bike    | 18 pts                   |                          |
| 3.º                      | Manuele Tarozzi          | VF Group-Bardiani CSF-Faizanè | 17 pts                   |                          |
| 4.º                      | Alessandro Tonelli       | Team Polti VisitMalta         | 15 pts                   |                          |
| 5.º                      | Orluis Aular             | Movistar Team                 | 12 pts                   |                          |
| 6.º                      | Sylvain Moniquet         | Cofidis                       | 11 pts                   |                          |
| 7.º                      | Taco van der Hoorn       | Intermarché-Wanty             | 9 pts                    |                          |
| 8.º                      | Francesco Busatto        | Intermarché-Wanty             | 8 pts                    |                          |
| 9.º                      | Alessandro Verre         | Arkéa-B&B Hotels              | 6 pts                    |                          |
| 10.º                     | Thomas Pidcock           | Q36.5 Pro Cycling Team        | 6 pts                    |                          |

### Clasificación de la montaña(Maglia Azzurra)[5]
| Clasificación de la montaña | Clasificación de la montaña | Clasificación de la montaña   | Clasificación de la montaña | Clasificación de la montaña |
| Ciclista                    | Ciclista                    | Equipo                        | Puntos                      |                             |
| --------------------------- | --------------------------- | ----------------------------- | --------------------------- | --------------------------- |
| 1.º                         | Sylvain Moniquet            | Cofidis                       | 18 pts                      |                             |
| 2.º                         | Lorenzo Fortunato           | XDS Astana Team               | 10 pts                      |                             |
| 3.º                         | Giulio Ciccone              | Lidl-Trek                     | 9 pts                       |                             |
| 4.º                         | Alessandro Verre            | Arkéa-B&B Hotels              | 8 pts                       |                             |
| 5.º                         | Alessandro Tonelli          | Team Polti VisitMalta         | 6 pts                       |                             |
| 6.º                         | Manuele Tarozzi             | VF Group-Bardiani CSF-Faizanè | 4 pts                       |                             |
| 7.º                         | Pello Bilbao                | Bahrain Victorious            | 4 pts                       |                             |
| 8.º                         | Mads Pedersen               | Lidl-Trek                     | 4 pts                       |                             |
| 9.º                         | Taco van der Hoorn          | Intermarché-Wanty             | 2 pts                       |                             |
| 10.º                        | Carlos Verona               | Lidl-Trek                     | 2 pts                       |                             |

### Clasificación de los jóvenes(Maglia Bianca)[6]
| Clasificación del mejor joven | Clasificación del mejor joven | Clasificación del mejor joven | Clasificación del mejor joven | Clasificación del mejor joven |
| Ciclista                      | Ciclista                      | Equipo                        | Tiempo                        |                               |
| ----------------------------- | ----------------------------- | ----------------------------- | ----------------------------- | ----------------------------- |
| 1.º                           | Francesco Busatto             | Intermarché-Wanty             | 3 h 36 min 24 s               |                               |
| 2.º                           | Max Poole                     | Team Picnic-PostNL            | + 0 s                         |                               |
| 3.º                           | Davide Piganzoli              | Team Polti VisitMalta         | + 0 s                         |                               |
| 4.º                           | Antonio Tiberi                | Bahrain Victorious            | + 0 s                         |                               |
| 5.º                           | Felix Engelhardt              | Team Jayco AlUla              | + 0 s                         |                               |
| 6.º                           | Isaac Del Toro                | UAE Team Emirates XRG         | + 0 s                         |                               |
| 7.º                           | Mathias Vacek                 | Lidl-Trek                     | + 0 s                         |                               |
| 8.º                           | Juan Ayuso                    | UAE Team Emirates XRG         | + 0 s                         |                               |
| 9.º                           | Giulio Pellizzari             | Red Bull-Bora-Hansgrohe       | + 0 s                         |                               |
| 10.º                          | Martin Tjøtta                 | Arkéa-B&B Hotels              | + 57 s                        |                               |

### Clasificación por equipos"Súper team"[7]
| Clasificación por equipos | Clasificación por equipos  | Clasificación por equipos | Clasificación por equipos |
| Equipo                    | Equipo                     | Tiempo                    |                           |
| ------------------------- | -------------------------- | ------------------------- | ------------------------- |
| 1.º                       | Lidl-Trek                  | 10 h 49 min 12 s          |                           |
| 2.º                       | Movistar Team              | + 0 s                     |                           |
| 3.º                       | XDS Astana Team            | + 0 s                     |                           |
| 4.º                       | Team Visma \| Lease a Bike | + 0 s                     |                           |
| 5.º                       | Team Jayco AlUla           | + 0 s                     |                           |
| 6.º                       | Red Bull-BORA-hansgrohe    | + 0 s                     |                           |
| 7.º                       | UAE Team Emirates XRG      | + 0 s                     |                           |
| 8.º                       | Team Picnic-PostNL         | + 57 s                    |                           |
| 9.º                       | Q36.5 Pro Cycling Team     | + 57 s                    |                           |
| 10.º                      | Bahrain-Victorious         | + 1 min 37 s              |                           |

## Abandonos
- Mikel Landa (Soudal Quick-Step) abandonó como consecuencia de una caída.[8]
- Geoffrey Bouchard (Decathlon AG2R La Mondiale) abandonó como consecuencia de una caída.